# Blervie Mains House
Blervie Mains House ist eine Villa nahe der schottischen Ortschaft Fochabers in der Council Area Moray. 1989 wurde das Bauwerk in die schottischen Denkmallisten in der höchsten Denkmalkategorie A aufgenommen.

## Geschichte
Im 13. Jahrhundert befand sich auf dem Anwesen vermutlich eine königliche Burg. Dies lässt sich aus Steuerrollen aus dem Jahr 1263 rekonstruieren, als die Burg, einen Angriff Håkon IV. (Norwegisch-Schottischer Krieg) vorhersehend, ertüchtigt wurde. Später gelangte das Anwesen in den Besitz des Clans Dunbar, der dort um 1600 das Tower House Blervie Castle errichten ließ. Auf das Tower House folgte ein Herrenhaus namens Blervie House, das in den 1900er Jahren durch ein gleichnamiges Landhaus ersetzt wurde.
Blervie Mains House wurde 1776 als Villa auf dem Anwesen Blervie House’ errichtet. Bauherr war Major Lewis Duff, Sohn von William Duff, 1. Earl Fife.

## Beschreibung
Blervie Mains House befindet sich nahe dem Weiler Rafford rund zwei Kilometer südöstlich von Fochabers und einen Kilometer westlich der Ruinen von Blervie Castle. Die südexponierte Hauptfassade der zweistöckigen Villa ist fünf Achsen weit. Das Sichtmauerwerk aus grob behauenem Bruchstein ist entlang der Gebäudekanten sowie des flachen Mittelrisalits mit rustizierten Ecksteinen gestaltet. Die Natursteineinfassungen sind abgesetzt. Der Kreuzgiebel des Risalits ist mit firstständigem Kamin ausgeführt. Es sind zwölfteilige Sprossenfenster verbaut. Die Wasserspeier sind mit Perlboot-Ornamenten verziert, die für die Lage außergewöhnlich sind. Das Dach ist mit Schiefer eingedeckt. Im Inneren findet sich ein Kamin aus dem späten 17. Jahrhundert, der sich möglicherweise einst auf Blervie Castle befand.